# Damián Sánchez
Damián José Sánchez (Mendoza, 10 de marzo de 1944) es un músico, compositor, director de coros y cantante argentino orientado a la música folklórica de Argentina, oriundo de la provincia de Mendoza. Pionero en componer arreglos corales para música popular en Argentina, sus composiciones han sido interpretados, entre otros, por Mercedes Sosa, Víctor Heredia, Teresa Parodi, Danny Rivera, César Isella, Cuarteto Zupay, Opus Cuatro, Eduardo Falú y Lucecita Benítez. Integró y fue arreglador de Los Trovadores entre 1967 y 1971. El 31 de mayo de 2012, Damián Sánchez fue declarado “Personalidad destacada de la Ciudad de Buenos Aires” en la Legislatura de la Ciudad Autónoma de Buenos Aires por su extraordinaria trayectoria musical. Damián Sánchez formó parte de otros grupos vocales destacados como Canturia, Markama y Sumanpa. Ha dirigido el Coro de Regatas (Mendoza), la Coral de las Arenas (Mendoza), el Coro Polifónico Nacional, el Coro del Banco Provincia de Buenos Aires, La Coral de las Américas, el Grupo Tinaja y el Grupo Instrumental de las Américas (G.I.A.). Actualmente dirige el Coro de SADAIC, Coral de las Américas y el grupo Instrumental Americano (G.I.A.). Desde el año 2000 lleva adelante su programa de coros y grupos vocales en Radio Nacional Folclórica, programa declarado de Interés Cultural por la Dirección de Cultura del Senado de la Nación.  

Compuso más de 300 canciones con diferentes poetas y algunas fueron llevadas a la popularidad gracias a distintos artistas como Mercedes Sosa y otros cantantes, entre ellas son: Tonada de Otoño, Cuando estoy triste, Marrón, A que florezca mi pueblo, Hermano dame tu mano, Mama Angustia, La cuna de tu hijo, Canción por el fusil y la flor, Pregones del Altiplano, entre otras. Arregló para coro de la Misa por la Paz y la Justicia, de Ariel Ramírez.

Damián Sánchez junto a Mercedes Sosa en el Luna Park en 1990, durante la presentación de la obra "Zorba el griego" con la dirección de Mikis Theodorakis.

En 1991 dirigió el Coro de Regatas de Mendoza en la interpretación de la Misa por la Paz y la Justicia (Misa Criolla), de Ariel Ramírez, e interpretaciones de Alfredo Alcón, Zamba Quipildor y dirección orquestal de Oscar Cardozo Ocampo, lanzada luego en disco. En 1987 codirigió nuevamente, esta vez con José Luis Ocejo, la Misa Criolla y Navidad Nuestra de Ariel Ramírez, interpretada por el tenor José Carreras. Desde 2002 dirige el Programa y Ciclo de Coros y Grupos Vocales en Radio Nacional Argentina "A que florezca mi pueblo".
Ha compuesto las siguientes obras integrales: Bailarín del diablo -luego renombrada como Puente al sol-, Cantata Pepe Pancho (poesía de Elena Siró), El imperio del viento (poesía de Hugo Covaro), Memento (poesía de Federico García Lorca), El último padre (poesía de Rodolfo Braseli).

## Biografía

### 1944 - 1964: Niñez y adolescencia
Damián José Sánchez nació el 10 de marzo de 1944 como tercer hijo de María Magdalena Aguirre  y Damián Sánchez (padre). Su padre era de origen español murciano nacido en Puerto Lumbreras en 1892 y su madre era riojana, nacida en Vinchina en 1903. Damián Sánchez (padre) emigró de España a sus 18 años en 1910 a Argentina eligiendo a Mendoza como lugar de residencia y acción desarrollando diferentes tareas como carrero en la construcción del Parque General San Martin, trombonista en la Banda Sinfónica de Bomberos y enfermero en el Hospital San Antonio donde conoce a María Magdalena y se jubila como enfermero. María Magdalena era enfermera también en el hospital San Antonio.  
Damián creció junto a sus dos hermanos, Lucas Sánchez y Francisco Sánchez. A sus 6 años Damián empezó a estudiar piano en su casa con su profesor particular Aldo Linares. A los 9 años, en 1953, su hermano Lucas le empezó a enseñar violín. Y a los 13 años ingresó a la Escuela de Música de la Universidad Nacional de Cuyo, iniciando la carrera para estudiar violonchelo. Estudió Enología y se recibe como bachiller agricultor enólogo en 1962 en Liceo Agrícola de la Universidad Nacional de Cuyo. 
A los 18 años, en 1962, ingresa a la Orquesta Sinfónica de la Universidad Nacional de Cuyo como violonchelista y posteriormente en 1977 egresa como profesor de violonchelo y director de coros en la Universidad Nacional de Cuyo.

### 1964 - 1977: Juventud e hijos
En 1961 conoció en Mendoza a Lucía Rosario Gómez, quien contraería matrimonio en 1965. En 1966, en Godoy Cruz nace su primer hijo, Claudio. En 1967, al ingresar a Los Trovadores se mudan a la ciudad de Rosario, en donde allí en 1969 nace su segunda hija, Paula. En 1971 a fines de continuar su carrera como violonchelista regresa a Godoy Cruz, Mendoza. En 1971 forma el coro de cámara Canturía con la difusión de canciones populares argentinas y latinoamericanas de Folclore. En 1972 nace Carolina. En Godoy Cruz, en 1977 nace Violeta. En ese mismo año ingresa como director en el Club Mendoza de Regatas para realizar la primera experiencia con el coro del Club de música argentina y latinoamericana donde graba un disco en CBS, "Dicen que aquí nací yo" mostrando una de las primeras experiencias de música argentina y latinoamericana en los coros. 

### 1977 - Presente: Vida en Nueva York e ida a Buenos Aires
En 1980 la familia viaja a Nueva York para compartir con Bernardo Palombo tareas culturales en su taller latinoamericano. En 1981 regresan a Mendoza regresando con la propuesta de presentar la primera opera ballet de carácter étnico folclórico, basada en un cuento de Juan Draghi Lucero, El bailarín de la noche, que se estrena en Mendoza en diciembre de 1981 y en Nueva York en agosto de 1982.

Damián Sánchez dirigiendo a Coral de las Américas en el Centro Cultural Kirchner en 2017.

En 1988, Damián se muda a Buenos Aires con la idea desde lo profesional de dedicarse solamente a dirigir coros y difundir la música argentina y de las Américas. Decisión que permanece hasta el día de hoy, radicado en CABA. 

## Trayectoria
Se inició como intérprete de violonchelo llegando a ser primer violonchelo de la Orquesta Sinfónica de Mendoza. Egresó como profesor de violonchelo y canto coral, de la Universidad Nacional de Cuyo.
En la primera mitad de la década de 1960 integró Los Cinco de Cuyo.

La década del 60 fue de gran impulso en nuestra creación y creo valioso volver a presentar aquella labor que se conoció muy poco. Gracias al avance tecnológico y el soporte y esfuerzo de Diego Parera, técnico de grabación, pudimos trabajar sobre la versión en vinilo, (ya que ese entonces no se contaba con el master), optimizando la calidad sonora y dejando forzosamente el rastro en algunos temas del sonido de la púa, evidencia de una grabación realizada con 2 micrófonos y reflejo del empuje de un grupo de músicos mendocinos y de un técnico de grabación, Jorge Da Silva.
Damián Sánchez, cita sobre la producción de Canto a la Ternura

Entre 1967 y 1971 integró Los Trovadores, reemplazando a Eduardo Gómez, como voz y como arreglador, dándole al grupo su sello y estilo diferente. 
Luego de Los Trovadores se instaló en Mendoza y en 1971 fundó Canturia un coro folklórico de 15 integrantes, que debió disolverse en 1976 por a la dictadura militar que se instaló en el gobierno ese año.
A partir de entonces Sánchez desarrolló una actividad multifacética, fundando e integrando grupos como Markama, que se volvería uno de los más destacados de los historia de la música de Argentina, y Madrigal, tríos como Sosa-Sánchez-Sosa y Sánchez-Gallardo-Valcárcel, etc. También se dedicó a la dirección de coros (Coro de Regatas de Mendoza, Coro del Banco de la Provincia de Buenos Aires) y grupos como Sunampa. En la década de 1990 fundó La Coral de las Américas y el Grupo Instrumental de las Américas (G.I.A.).

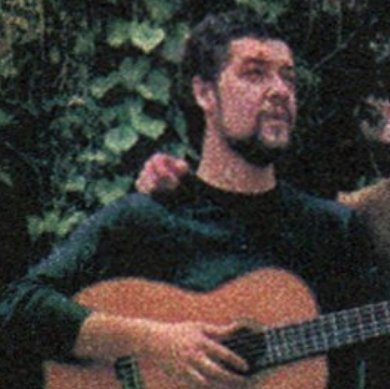
Damián Sánchez en 1968.

En 1981 dirigió el Coro de Regatas de Mendoza en la interpretación de la Misa por la Paz y la Justicia (Misa Criolla), de Ariel Ramírez, e interpretaciones de Alfredo Alcón, Zamba Quipildor y dirección orquestal de Oscar Cardozo Ocampo, lanzada luego en disco. En 1987 codirigió nuevamente, esta vez con José Luis Ocejo, la Misa Criolla y Navidad Nuestra de Ariel Ramírez, interpretada por el tenor José Carreras. Desde 2002 dirige el Programa y Ciclo de Coros y Grupos Vocales en Radio Nacional Argentina A que florezca mi pueblo.
Como compositor realizó Bailarín del diablo -luego renombrada como Puente al sol-, Cantata Pepe Pancho (poesía de Elena Siró), El imperio del viento (poesía de Hugo Covaro), Memento (poesía de Federico García Lorca), El último padre (poesía de Rodolfo Braseli).

## Jorge Sosa

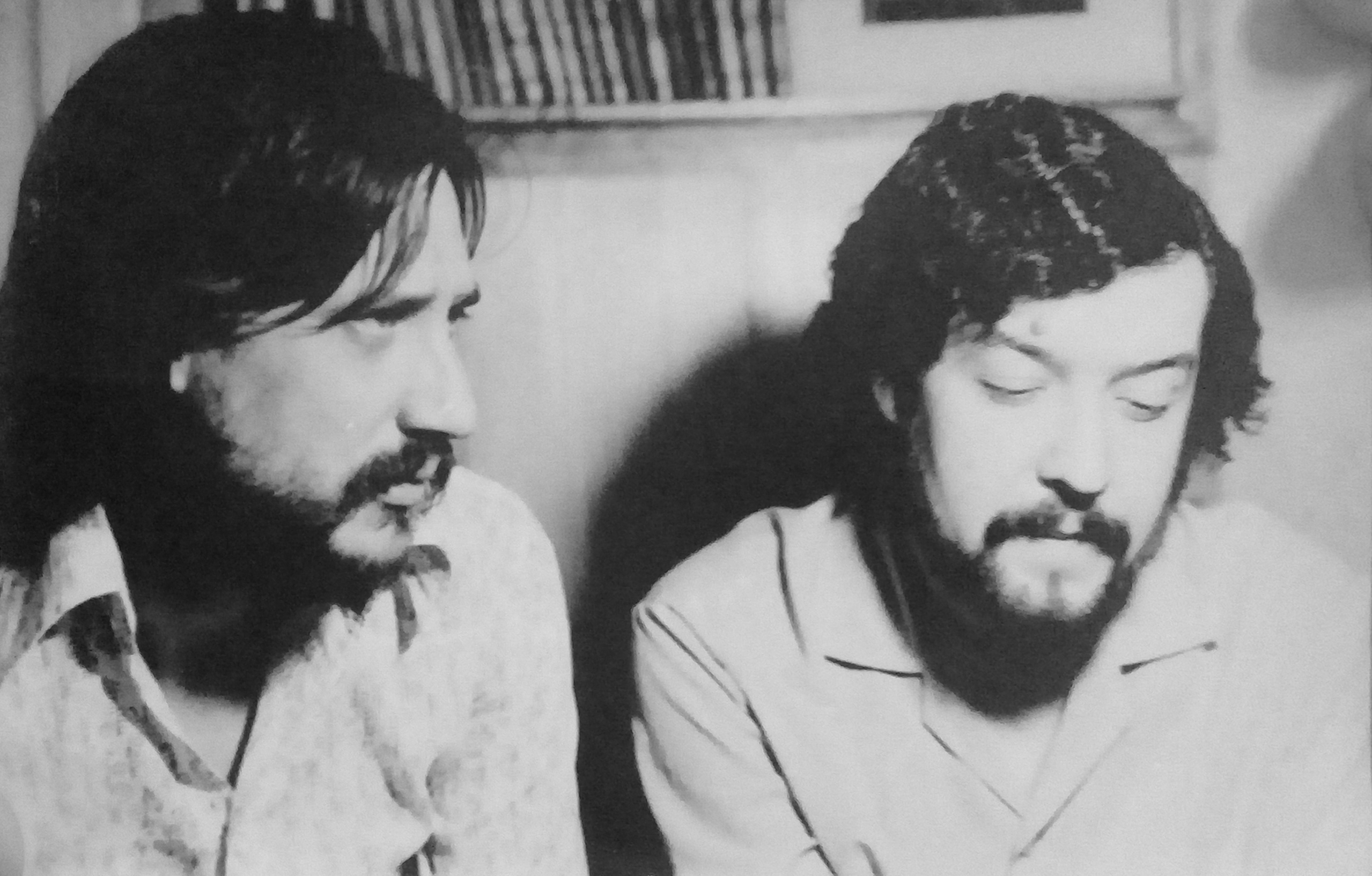
Jorge Sosa y Damián Sánchez en 1972.

Jorge Sosa fue un rol muy importante en la vida de Damián, debido a que además de haber sido una persona muy cercana y allegada a él, era quien escribió la mayoría de las letras de las canciones junto a Damián, quien compuso las melodías de estas. 

Jorge Sosa fue realmente un hermano, un compadre. Hicimos más de 50 canciones juntos y creo que estas son trascendentes; pero hemos hecho también otras no tan conocidas.
Damián Sánchez

Esta dupla creativa fue la encargada de componer canciones como Tonada del otoño, Hermano dame tu mano y Marrón, siendo esta última la primera canción compuesta por Damián con la letra de Jorge. Estas canciones fueron popularizadas por la intérprete Mercedes Sosa en sus álbumes.

## Obra

### Álbumes
1. Los Trovadores, con Los Trovadores, CBS, 1968.
2. Música en folklore, con Los Trovadores, CBS, 1969.
3. Cuando tenga la tierra, con Los Trovadores, CBS, 1972.
4. Gente en tiempo de canto y poemas, , con Canturia, 1973.
5. Madrigal, con Madrigal, Cabal, 1973.
6. Canto a la ternura, como solista, Europhone, 1976.
7. Markama Vol 1, con Markama, Cabal, 1977.
8. Madrigal, con Madrigal, Europhone, 1978.
9. Markama Vol 2, con Markama, RCA, 1978.
10. Umbral del sol, con Markama, Polydor, 1979.
11. Misa por la Paz y la Justicia, con el Coro de Regatas de Mendoza, 1981.
12. Madrigal, Comdas, 1981
13. Para vos amigo, Sosa/Sánchez/Sosa, 1982.
14. Dicen que aquí nací yo, con el Coro de Regatas de Mendoza, 1984.
15. Patria grande, con Sumanpa, 1984.
16. Misa Criolla y Navidad nuestra, con Ariel Ramírez y José Carreras, Philips, 1988.
17. El imperio del viento (sobre poesía de Hugo Covaro), por el grupo vocal Malagma, 1994.
18. Brindis por Latierramérica, Sánchez/Gallardo/Valcárcel, 1994.
19. Memento, con el Coral de las Arenas de Mendoza, 1997.
20. Coro de SADAIC (álbum), con el Coro de SADAIC, 2000.
21. Canto incesante, con Cántaro, 2001.
22. Misa Criolla, con el Coral de las Américas y el Philarmonic String Octet Berlín, 2002.
23. Misa Andina, con el Coral de las Américas, 2004 .
24. Coro de SADAIC Vol. 2, con el Coro de SADAIC, 2004.
25. Puente al sol, con GIA y Coral de las Américas, Areal, 2005.
26. Navidad Solamericana, con el Coral de las Américas, 2006.
27. Raíz, con el Coral de las Américas, 2007.
28. Cantata a Pepe Pancho, 2015
29. Imperio del Viento, 2016
30. Tinaja álbum, 2019